# Walt Hansgen
Walter Hansgen (Westfield, Nova Jersey, 28 de outubro de 1919 — Orleães, 7 de abril de 1966) foi um automobilista norte-americano.
Participou dos Grandes Prêmios dos Estados Unidos de Fórmula 1 em 1961 e 1964 pelas equipes Lotus e num Cooper privado. 
Walter Hasgen faleceu aos 46 anos em abril de 1966, durante testes nas 24 Horas de Le Mans, quando guiava um Ford GT 40.

## Resultados

### 24 Horas de Le Mans
| Ano  | Equipe               | Veículo                   | Co-piloto     | Posição | Nota                |
| ---- | -------------------- | ------------------------- | ------------- | ------- | ------------------- |
| 1959 | Brian Lister         | Lister LM                 | Peter Blond   | DNF     | Motor               |
| 1960 | Briggs S. Cunningham | Jaguar D-Type 2A          | Dan Gurney    | DNF     | Superaquecimento    |
| 1961 | Briggs Cunningham    | Maserati Tipo 63          | Bruce McLaren | DNF     | Acidente            |
| 1962 | Briggs Cunningham    | Maserati Tipo 151         | Bruce McLaren | DNF     | Transmissão         |
| 1963 | Briggs Cunningham    | Jaguar E-Type Lightweight | Augie Pabst   | DNF     | Caixa de Engrenagem |